# Elsebeth Kock-Petersen
Pour les articles homonymes, voir Kock et Petersen.
Elsebeth Kock-Petersen, née le 15 janvier 1949 à Copenhague (Danemark), est une femme politique danoise, membre de Venstre et ancienne ministre.

## Biographie
Elsebeth Kock-Petersen est diplômée en droit à l'université de Copenhague en 1973. Elle rejoint alors l'association nationale des communes où elle travaille comme secrétaire, puis comme administrice adjointe. Elle devient administratrice au ministère des Affaires étrangères en 1979.